# ARA San Juan (1983)
ARA San Juan (S-42) – okręt podwodny z lat 80. XX wieku, jedna z dwóch jednostek opracowanego w Niemczech dla Argentyny typu TR1700. Okręt zbudowano w stoczni Nordseewerke w Emden, gdzie został zwodowany 20 czerwca 1983 roku. Jednostkę przyjęto do służby w Armada de la República Argentina 19 listopada 1985 roku. Okręt zaginął na południowym Atlantyku w listopadzie 2017 roku, w związku z czym wszczęto międzynarodową operację poszukiwawczo-ratowniczą. 16 listopada 2018 roku marynarka argentyńska ogłosiła informację, że szczątki jednostki zlokalizowano na wodach Oceanu Atlantyckiego u wybrzeży Półwyspu Valdés na głębokości 800 m.

## Projekt i budowa
ARA „San Juan” należał do niemieckiego eksportowego typu TR1700, zaprojektowanego w biurze konstrukcyjnym stoczni Nordseewerke, konkurencyjnym w stosunku do należącego do Howaldtswerke-Deutsche Werft biura Ingenieurkontor Lübeck. Okręty te, znacznie większe od jednostek typu 209, charakteryzują się dużym zasięgiem umożliwiającym prowadzenie operacji morskich na otwartych wodach południowego Atlantyku i Pacyfiku. Planowano budowę sześciu jednostek, z których pierwsze dwie zwodowano w Niemczech; kolejne cztery miały powstać w argentyńskiej stoczni Astilleros Domecq García w Buenos Aires, jednak żadnej z nich nie ukończono.
„San Juan” został zamówiony przez rząd Argentyny 30 listopada 1977 roku i zbudowany w stoczni Nordseewerke w Emden (numer budowy 465) . Stępkę okrętu położono 18 marca 1982 roku, a zwodowany został 20 czerwca 1983 roku.

## Dane taktyczno–techniczne
„San Juan” był dużym okrętem podwodnym konstrukcji jednokadłubowej o długości całkowitej 65,9 metra, szerokości 7,3 metra (8,36 metra nad statecznikami) i zanurzeniu 6,5 metra . Kadłub miał długość 47,44 metra i średnicę 7,3 metra. Wyporność w położeniu nawodnym wynosiła 2080 ton (bez zbiorników balastowych), a w zanurzeniu – 2280 ton.
Okręt napędzany był na powierzchni i w zanurzeniu przez trakcyjny silnik elektryczny prądu stałego Siemens 1H4525 o mocy 6600 kW (8980 KM) przy 200 obr./min , zasilany z ośmiu baterii akumulatorów po 120 ogniw o łącznej pojemności 11 900 Ah (w ciągu czasu rozładowania wynoszącego 10 godzin), ładowanych przez generatory o mocy po 1100 kW, poruszane czterema czterosuwowymi, 16-cylindrowymi silnikami wysokoprężnymi MTU 16V 652 MB80 o łącznej mocy 4940 kW (6720 KM) . Jednowałowy i jednośrubowy układ napędowy pozwalał osiągnąć prędkość 15 węzłów na powierzchni i 25 węzłów w zanurzeniu (na chrapach 13 węzłów). Zasięg wynosił 12 000 Mm przy prędkości 8 węzłów na chrapach i 460 Mm przy prędkości 4 węzłów w zanurzeniu (lub 20 Mm przy prędkości maksymalnej). Zbiorniki mieściły maksymalnie 314 ton paliwa. Dopuszczalna głębokość zanurzenia wynosiła 270 metrów, a autonomiczność 30 dób.
„San Juan” wyposażony był w sześć dziobowych wyrzutni torped kalibru 533 mm, z łącznym zapasem 22 torped (lub 34 min). Jednostka mogła przenosić torpedy typu SST-4 lub Mark 37. Na okręcie zainstalowany był automat ładowania torped, zdolny przeładować wyrzutnie w czasie 50 sekund . Wyposażenie radioelektroniczne obejmowało radar nawigacyjny Thomson-CSF Calypso IV, telefon podwodny, system kierowania ogniem (przelicznik torpedowy) H.S.A. Sinbads, sonar STN Atlas CSU-3/4, bierne urządzenie pomiaru odległości Thomson Sintra DUUX-5 oraz bojowy system przeciwdziałania elektronicznego (ECM) Sea Sentry III. Prócz tego okręt miał dwa peryskopy, dwie tratwy ratunkowe, ponton i kotwicę.
Załoga okrętu składała się z 8 oficerów oraz 21 podoficerów i marynarzy (na okręcie znajdowało się 12 rezerwowych koi dla maksymalnie 30 żołnierzy sił specjalnych).

## Służba
19 listopada 1985 roku jednostkę pod nazwą ARA „San Juan” przyjęto do służby w Armada de la República Argentina. Początkowo okręt otrzymał numer taktyczny S-34, zmieniony następnie na S-42.
W latach 2007–2011 „San Juan” przeszedł w krajowej stoczni 2007–2014 w stoczni Astilleros Domecq García remont kapitalny i modernizację, obejmującą m.in. wymianę silników, akumulatorów, peryskopów i chrap. W 2009 roku okręt bazował w Mar del Plata. Kolejny remont, który miał przedłużyć czas operacyjnego użycia jednostki o 30 lat, „San Juan” przeszedł w 2014 roku  .

## Zaginięcie
Okręt zaginął na południowym Atlantyku 15 listopada 2017 roku podczas rejsu do Mar del Plata . Jego ostatnia znana pozycja to 46°44′S 60°08′W/-46,733333 -60,133333; okręt szedł wówczas z prędkością 5 węzłów kursem 15° . Na pokładzie okrętu znajdowały się 44 osoby . Jednostką dowodził capitán de fragata (komandor porucznik) Pedro Martín Fernández, w składzie załogi znajdowała się również pierwsza Argentynka służąca na pokładzie okrętu podwodnego – teniente de navío (kapitan) Eliana María Krawczyk, zajmująca stanowisko dowódcy działu uzbrojenia  .
Władze argentyńskie rozpoczęły akcję poszukiwawczo-ratowniczą, do której zaangażowano okręty nawodne i lotnictwo, a wsparcia udzieliły także inne kraje, między innymi Stany Zjednoczone (samolot Lockheed P-3 Orion należący do NASA) i Wielka Brytania. Akcję skupiono na obszarze na wschód od Zatoki San Jorge, a następnie dalej na północ i wschód  . W początkowym okresie poszukiwania odbywały się w bardzo trudnych warunkach pogodowych .
17 listopada Argentyna skierowała do akcji ratowniczej wszystkie dostępne jednostki i ogłosiła, że przyjmie pomoc ze strony kolejnych państw . W sobotę 18 listopada odebrano sygnały, które początkowo uznano za dowód, że „San Juan” jest na powierzchni i próbuje nawiązać łączność satelitarną z lądem, lecz ostatecznie okazało się, że sygnały te nie pochodziły z zaginionej jednostki  .
20 listopada pojawiły się informacje, że amerykański samolot patrolowy P-8 Poseidon zaangażowany w akcję ratowniczą oraz dwa argentyńskie okręty nawodne wychwyciły odgłosy, które mogły pochodzić z okrętu podwodnego . Wkrótce stwierdzono jednak, że odgłosy te nie pochodzą z „San Juana” i że są one najprawdopodobniej „dźwiękiem biologicznym” . Fałszywymi tropami okazały się też flary dostrzeżone 21 listopada .
23 listopada okręt uznano za utracony, a rodziny marynarzy poinformowano o śmierci krewnych. Jako prawdopodobny moment jego utraty wskazano 15 listopada, krótko po wykryciu podwodnej eksplozji, która – jak oceniono – nastąpiła na pokładzie „San Juana”  . W następstwie utraty okrętu sędzia federalna Caleta Olivia, Marta Yáñez, wydała nakaz zabezpieczenia wszelkich dokumentów związanych z modernizacją znajdujących się w posiadaniu jej wykonawcy, przedsiębiorstwa CINAR .

### Uczestnicy akcji ratowniczej

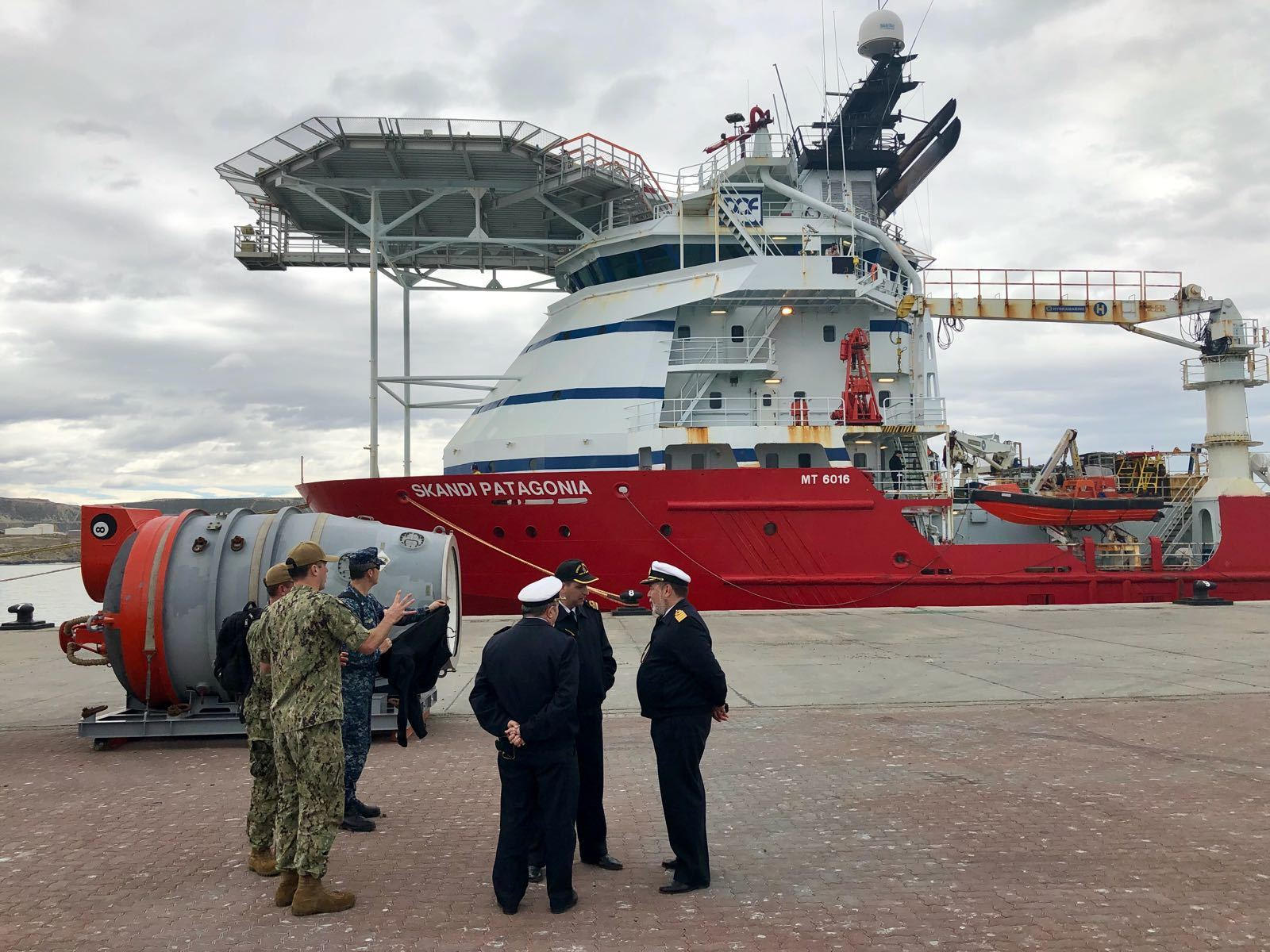
Argentyńscy i amerykańscy marynarze omawiają przebieg akcji ratunkowej. W tle statek „Skandi Patagonia”

Dziennik Clarín podał następującą listę jedenastu państw biorących udział w akcji :
- Brazylia,
- Chile,
- Francja,
- Kolumbia – samolot CASA CN-235[28] ,
- Niemcy,
- Norwegia – dwa statki, „Skandi Patagonia” i „Sophie Siem”, należące do norweskich przedsiębiorstw zajmujących się obsługą platform wiertniczych[29] ,
- Peru – samolot Fokker 60(inne języki)[28] ,
- Stany Zjednoczone – samoloty patrolowe US Navy i NASA oraz personel i sprzęt ratowniczy wchodzący w skład Undersea Rescue Command, przetransportowany samolotami C-17 i C-5; do Argentyny wysłano między innymi komorę ratunkową i autonomiczne pojazdy podwodne[20] [29] ,
- Urugwaj – samolot Beechcraft B-200 przebazowany do bazy lotnictwa morskiego Comandante Espora[30] ,
- Wielka Brytania – do akcji skierowano Submarine Parachute Assistance Group(inne języki), samolot C-130 Hercules, okręt badawczy HMS „Protector” i patrolowiec HMS „Clyde”(inne języki), a dodatkowe wyposażenie i personel przywieziono na pokładzie Voyagera KC2[20] [28] [31] ,
- Włochy.

Ponadto prezydent Rosji Władimir Putin zaproponował wsparcie akcji ratowniczej rosyjskim okrętem oceanograficznym .

### Zlokalizowanie wraku
16 listopada 2018 roku Armada de la República Argentina opublikowała informację, że szczątki zaginionego okrętu zlokalizowano w wodach Oceanu Atlantyckiego na wysokości Półwyspu Valdés w argentyńskiej Patagonii, na głębokości 800 metrów  . Identyfikacji okrętu dokonano dzięki zdalnie sterowanemu pojazdowi podwodnemu z amerykańskiego statku „Seabed Constructor” firmy Ocean Infinity .